# Guillaume de la Garde
Guillaume de la Garde (av.1325 – 1374) est un chancelier de l'église de Beauvais, diacre, notaire du pape, évêque de Périgueux (1348-1349), archevêque de Brague au Portugal (1349-1361) , archevêque d’Arles (1361-1374) et patriarche de Jérusalem (1369-1374).

## Biographie
Guillaume de la Garde est le frère de Bernard, seigneur de Pélissane et le neveu de son prédécesseur à l’archevêché d’Arles, Étienne de la Garde.
Il est promu archevêque d’Arles le 16 juin 1361. 
En 1363, la venue en Provence d'Henri de Trastamare n’inspirant aucune confiance, Guillaume de la Garde entreprend de faire renforcer les défenses de l’église de Sainte-Marie de Ratis.   
En 1365, il reçoit à Arles l’empereur Charles IV et lui met la couronne de roi d’Arles sur la tête le 4 juin, lendemain des fêtes de Pentecôte, en présence des ducs de Savoie et de Bourgogne, dans l’église métropolitaine de Saint-Trophime.   
Pendant les troubles apportés en 1368 par Louis d'Anjou en Provence, Guillaume de la Garde s’étant ouvertement déclaré pour ce prince, est mis en accusation pour trahison et crime envers la reine Jeanne. Le sénéchal donne ordre à son lieutenant Luquet de Girardières de saisir le temporel de l’archevêque. Finalement l'intervention d'Urbain V auprès de Charles V amène progressivement la paix avec le traité du 13 avril 1369, la trêve du 2 janvier 1370 et le traité de paix définitif du 11 avril 1371. 
D’après Ciaconius il aurait été créé cardinal par Urbain V, mais selon Jean-Pierre Papon, il s'agit d'une erreur. 
Il occupe de hautes fonctions à la cour pontificale d'Avignon comme membre de la Rote. 
Ce prélat meurt en 1374, archevêque d’Arles, et patriarche de Jérusalem sous le nom de Guillaume V.

## Armoiries
Bien qu'une source indique ces armes pour l'archevêque Etienne de la Garde, mais n'ayant pas été patriarche de Jérusalem, il semble que ses armes correspondent à l'archevêque Guillaume.
Elles sont "Ecartelé au 1er et 4ème, d'argent à la croix potencée cantonnée de quatre croisettes d'or (qui est de Jérusalem); au 2ème et 3ème, d'azur au pal d'or accosté de six étoiles du même à une bande de gueules.".

### Sources
- Jean-Pierre Papon - Histoire générale de Provence - 1777
- Bernard Guillemain - La cour pontificale d'Avignon 1309 -1376 - Éditions E. de Boccard, 1966 (réimpression de la thèse de 1962)